# 翅棱楼梯草
翅棱楼梯草（学名：Elatostema angulosum）是荨麻科楼梯草属的植物，是中国的特有植物。分布于中国大陆的四川等地，生长于海拔900米至1,400米的地区，常生长在山谷中，目前尚未由人工引种栽培。